# ダニエル・イバニェス・カエターノ
ダニエル・イバニェス・カエターノ（Daniel Ibañes Caetano, 1976年7月6日 - ）は、ブラジル・サンパウロ出身のサッカー選手。スペイン国籍を取得し、スペイン代表。ポジションはアラ。

## 所属クラブ
- 1995-1996  メホラダFS
- 1996-2002  カハ・セゴビアFS
- 2002-2010  インテルFS
- 2015-2018  CDブレラFS
- 2018-  レアル・ベティス・フットサル

## タイトル

### クラブ
- プリメーラ・ディビシオン :5回

1998/99, 2002/03, 2003/04, 2004/05, 2007/08
- コパ・デ・エスパーニャ :7回

1997/98, 1998/99, 1999/00, 2003/04, 2004/05, 2006/07, 2008/09
- スーペルコパ・デ・エスパーニャ :8回

1997/98, 1998/99, 1999/00, 2001/02, 2003/04, 2005/06, 2007/08, 2008/09
- UEFAフットサルカップ:3回

2000, 2004, 2006
- インターコンチネンタル・フットサルカップ:5回

2000, 2005, 2006, 2007, 2008
- レコパ・オブ・ヨーロッパ:1回

2008
- イベリア・フットサルカップ:2回

2003/04, 2005/06

### スペイン代表
- ワールドチャンピオンシップ:1回

2000（グァテマラ大会）
- FIFAフットサルワールドカップ準優勝:1回

2004（ブラジル大会）
- UEFAフットサル選手権:3回

2001（ロシア大会）, 2005（チェコ大会）, 2007（ポルトガル大会）

### 個人タイトル
- プリメーラ・ディビシオン最優秀選手:1回

1998/99
- プリメーラ・ディビシオン最優秀右ウイング:2回

1998/99, 2001/02
- プリメーラ・ディビシオン最優秀アラ・ピヴォ:1回

2004/05
- プリメーラ・ディビシオン得点王:1回

2004/05
- 世界最優秀選手賞3位:1回

2000
- UEFAフットサル選手権得点王

1999/00
- UEFAフットサル選手権最優秀選手

1999/00